# Маріуш Скібнєвський
Домінік Маріан Скібнєвський ТІ гербу Слєповрон, більше відомий під іменем Маріуш (пол. Mariusz Skibniewski; 20 квітня 1881, Баличі — 27 вересня 1939, Прилбичі) — священник, єзуїт, церковний історик, професор Папського Східного інституту в Римі.

## Життєпис
Син Броніслава та Ольги з Дідушицьких. Брат Александра і Стефана Леона. У 1900 році закінчив приватну гімназію єзуїтів у Хирові, а потім поїхав до Риму, де в колегії Germanicum Папського Григоріанського університету закінчив філософію та богослов'я. У 1903 році здобув ступінь доктора філософії, а в 1907 році став доктором богослов'я. 28 жовтня 1906 року був висвячений на священника в Римі, а через рік 24 жовтня 1907 року вступив до Товариства Ісуса на новіціят у Старій Весі. Вивчав історію та географію в Ягеллонському університеті (1911—1915). У 1914—1915 був військовим капеланом, потім викладав історію Церкви в Чеховичах (1915—1916, 1917—1918), Старій Весі (1918—1921), Кракові (1921—1926), Любліні (1926—1935) та Папському Східному інституті в Римі (1935—1937). Духівник у Чеховичах (1937—1938) і професор німецької мови у Старій Весі (1938—1939).
Після вибуху Другої світової війни випадково опинився в домі родини Шептицьких у Прилбичах, де після вторгнення Червоної армії, 27 вересня 1939 року був розстріляний НКВС разом із Леоном Шептицьким і його дружиною Ядвігою.
Був автором близько 60 наукових публікацій у галузі церковної історії та історіографії.